# Rihanna: Live In Concert Tour
Rihanna: Live in Concert Tour és el concert de debut de Rihanna. Va ser el seu primer tour mundial per a la promoció del seu segon estudi d'àlbum A Girl like Me. Rihanna segueix la gira d'aquest any com a convidat especial per a la PAD World Tour,Jay-Z i els Black Eyed Peas.

## Actes d'obertura
- Field Mob (només en alguns llocs)[1]
- Jeannie Ortega (només en alguns llocs)[1]
- J-Status (només en alguns llocs)[1]
- Ciara (només en alguns llocs)[6]
- Yung Joc (només en alguns llocs)[6]
- Trey Songz (només en alguns llocs)[6]
- Sean Paul (només en alguns llocs)[2]

## Llista de cançons
1. "Pon de Replay"
2. "If It's Lovin' that You Want"
3. "You Don't Love Me (No, No, No)"
4. Medley:[1]
  1. "Crazy Little Thing Called Love"
  2. "Here I Go Again"
5. "We Ride"
6. "Break It Off"
7. "Unfaithful"
8. "Let Me"
9. "Kisses Don't Lie"
10. "That La, La, La"
11. "P.S. (I'm Still Not Over You)"
12. "Redemption Song" (Bob Marley cover)
13. "A Girl Like Me"
14. "SOS"